# Irenemonument
Het Irenemonument is het bevrijdingsmonument van Den Haag.
In 1959 werd het monument naast het voormalig stadhuis aan de Patijnlaan onthuld door burgemeester Kolfschoten. De bedoeling van het monument was dat “duurzaam de Nederlandse driekleur aan de bevochten en herkregen vrijheid zou herinneren”. 
Het monument is een ontwerp van architect J.J.A. Smets (gemeentelijke Woningdienst) en kunstenaar Aart van den IJssel. Het is een raamwerk met symbolische vrijheidslievende vogels in brons, in een vlucht omhoog, op een laag platform waarop ook een vlaggenmast staat. Op de rand van het platform staat de tekst: ”Gedenk de offers die ’t herwinnen van vrijheids vreugden vroeg - bedenk welk daaglijks offer het doen groeien van vrijheid steeds weerom U vraagt.”
Toen het monument bij het oude stadhuis (1953-1996) aan de Burgemeester Patijnlaan stond, werd iedere dag de vlag door een bode gehesen en neergehaald. Na de afbraak van het stadhuis werd het monument administratief ondergebracht bij de oorlogsmonumenten van de gemeente, en werd er alleen nog op 4 en 5 mei gevlagd.
Het monument staat sinds 2004 op het Monchyplein vlak bij het Nassauplein. Op verzoek van BewonersBelangen Monchyplein (BBM) heeft de gemeente het beheer van de vlag in 2006 overgedragen aan BBM, zodat er vaker gevlagd kan worden.
In 2007 heeft de gemeente Den Haag het monument geheel in de was gezet. Dit is ter bescherming tegen de zoute zeewind, en tegen graffiti.
In 2009 werd het monument door de gemeente aangelicht om vervolgens de Nederlandse driekleur weer duurzaam aan de herkregen vrijheid te laten herinneren. Helaas heeft dit een klacht opgeleverd, zodat dit voorlopig niet gebeurt.
In 2011 adopteerde de Haagsche Schoolvereeniging het monument. Leerlingen van groep 7 zullen voortaan de herdenking op 8 mei bijwonen.

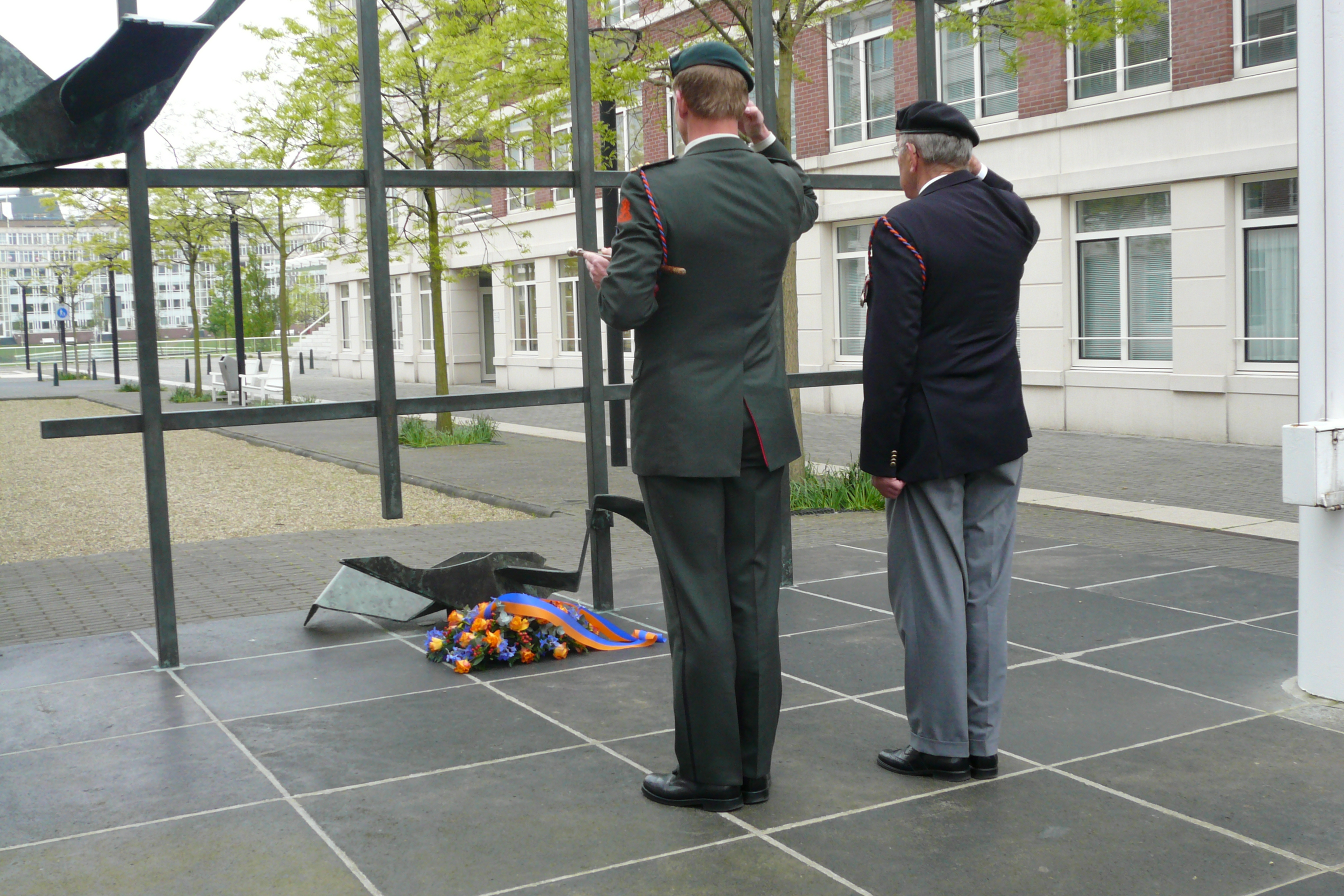
Commandant Doense en generaal Hemmes

## Herdenkingen
Den Haag werd op 8 mei 1945 bevrijd. Rond het middaguur vertrok de Prinses Irene Brigade die dag vanaf de Grebbeberg richting Den Haag. Om 7 uur 's avonds werden zij ontvangen door burgemeester De Monchy. Daarna werden de militairen ondergebracht in de Frederikskazerne en de Alexanderkazerne en de staf in de Julianakazerne. Ieder jaar wordt de bevrijding bij de bronzen plaquette op de Grote Kerk herdacht.
Op 8 mei 2010 kwamen enkele veteranen van de Prinses Irene Brigade en een afvaardiging van de Fuseliers Prinses Irene daarna naar het Irenemonument om te herdenken dat de bevrijding 65 jaar geleden plaatsvond. Generaal Rudi Hemmes b.d., die met de Irene Brigade op 8 augustus 1945 bij Normandië was geland en daarna een hele veldtocht meemaakte, en luitenant-kolonel Joost Doense, commandant 17 Pantserinfanteriebataljon Garderegiment Fuseliers Prinses Irene GFPI, legden bloemen neer. Ook enkele veteranen waren hierbij aanwezig. Het werd een jaarlijkse traditie om hierna de bevrijding bij dit monument te herdenken.

Er worden ook bloemen gelegd door het bestuur van de bewonersvereniging van het Monchyplein, de voorzitter van Wijkvereniging Archipelbuurt, de commandant van het Haagsch Studenten Schutters Korps 'Pro Libertate' en de Haagsche Schoolvereeniging.

## Loosduinen
In Loosduinen staat het bevrijdingsmonument Loosduinen dat soms ook het Haags bevrijdingsmonument wordt genoemd, niet ver van de OLV Hemelvaartkerk. Direct na 1945 werd op de hoek Loosduinse Hoofdstraat/Lippe Biesterfeldweg te Den Haag een eenvoudig houten kruis geplaatst om 24 inwoners van Loosduinen, die in het verzet zaten tijdens de Tweede Wereldoorlog, te herdenken.
Op 26 april 1955 werd het houten kruis vervangen door een monument, gemaakt door Peter Biesiot en M.M. Ossenburg. Het is een uit de as herrijzende bronzen feniks op een stenen obilisk. Op de voorzijde staan de namen van de 24 verzetsmensen. Ook worden zij herdacht door de straten, die op de Loosduinse Hoofdweg uitkomen en naar hen genoemd zijn. Het is dus niet een monument dat de bevrijding herdenkt maar een oorlogsmonument dat een aantal slachtoffers herdenkt.
Mogelijk heeft burgemeester Kolfschoten toen besloten dat er in het centrum van Den Haag een bevrijdingsmonument moest komen. Loosduinen werd in 1923 door Den Haag geannexeerd.